# Haim Moussa Douek
Haim Moussa Douek (Gaziantep, 1905 - New York, 20 augustus 1974) was de laatste opperrabijn van Egypte.

## Levensloop
Douek werd in 1905 in Gaziantep (Turkije) geboren als oudste kind van Moussa Haim Douek en Zarifa Harari. Op 5-jarige leeftijd emigreerde het gezin naar Caïro. Tussen 1918 en 1933 studeerde hij aan de jesjiva van Caïro. 
In november 1952 werd rabbijn Douek door de opperrabbijn van Egypte aangesteld om zich aan te sluiten bij het opperrabbinaat van Caïro. In 1954 werd hij benoemd tot voorzitter van de Beit Din (Joods Rabbinaal Gerechtshof). Hij werd door het Egyptische Ministerie van Justitie aangesteld als rechter in de Joodse Primaire Rechtbanken en de Rechtbanken van Beroep, die een afdeling waren van de Joodse rechtbank voor binnenlandse betrekkingen.
Vanwege de Egyptische Revolutie van 1952 en de daarmee samenhangende politieke instabiliteit, daalde het aantal Joden in Egypte  tot ±10.000 personen. Op 5 juni 1967, tijdens de Zesdaagse Oorlog met Israël, kregen rabbijn Douek en zijn familieleden het bevel naar de kantoren van het Opperrabbinaat te gaan, waar ze twee weken lang onder huisarrest werden vastgehouden zonder contact met anderen.
De Zesdaagse Oorlog had het verval van de Joodse gemeenschap verder versneld. In 1968 waren er ongeveer 2.000 Joden in Egypte, tegen ongeveer 80.000 twintig jaar eerder. Rabbi Douek ontmoette Egyptische politici en hoogwaardigheidsbekleders van over de hele wereld om hulp te krijgen voor de Egyptische Joden, zodat ze het land konden verlaten. Na drie en een half jaar werden alle gevangenen vrijgelaten en mochten ze met hun gezinnen Egypte verlaten. Hierdoor waren er in 1971 nog maar 300 Joden overgebleven in Egypte. Veel hiervan waren gezinnen met jonge kinderen. Rabbijn Douek adviseerde hen om Egypte te verlaten, aangezien hij geen toekomst in Egypte zag voor deze families. 
Rabbijn Douek verliet Egypte in maart 1972 en vestigde zich in naar Frankrijk. Voordat hij vertrok, zorgde hij ervoor dat aan de overgebleven Joden werd voldaan in hun religieuze behoeften. Er was een hazzan (voorzanger) in de synagoge, een sjocheet, evenals iemand die assisteerde bij kaddisj (begrafenisdiensten). Hij zorgde ervoor dat alle actieve synagogen openbleven en dat de begraafplaatsen werden onderhouden. Bovendien zorgde hij ervoor dat er koosjere wijn en matze beschikbaar was voor het Pesach.
In oktober 1972 emigreerde hij met zijn kinderen naar New York. In New York werd rabbijn Douek actief in de Egyptische gemeenschap, maar was ook actief bezig met het emigratie van de Syrische en Iraakse Joden.
Hij stierf op 20 augustus 1974 in Brooklyn (New York) en is begraven op de Olijfberg Har Hazeitim in Jeruzalem, Israël.